# Conoderus sumac
Conoderus sumac is een keversoort uit de familie kniptorren (Elateridae). De wetenschappelijke naam van de soort is voor het eerst geldig gepubliceerd in 1998 door Guzman de Tome.